# Малое Приезживо
Малое Приезживо или Малое Приезжево  — деревня в Островском районе Псковской области.  Входит в состав Островской волости.
| 2002 | 2010 | 2013 |
| ---- | ---- | ---- |
| 0    | →0   | →0   |

## История
Деревня до апреля 2015 года входила в состав ныне упразднённой Городищенской волости района.